# 大同スペシャルメタル
大同スペシャルメタル株式会社（だいどうスペシャルメタル、英: DAIDO-SPECIAL METALS LTD.）は、かつて東京都港区に本社を置いていたニッケル合金販売会社。

## 概要
1974年（昭和49年）にインコ社（現・スペシャルメタル社）と大同特殊鋼の合弁会社として設立。
大同特殊鋼およびスペシャルメタル社のニッケル合金（インコネル(INCONEL)、インコロイ(INCOLOY)、モネル(MONEL)、ナイモニック(NIMONIC)、ユディメット(UDIMET)）などの販売や技術的サポートなどを行っていたが、合弁解消に伴い、2015年（平成27年）9月30日に解散した。

## 沿革
- 1974年（昭和49年）6月 - 「大同スペシャルアロイ株式会社」として設立[4]。
- 1981年（昭和56年）8月 - 「大同インコアロイ株式会社」に商号を変更[4]。
- 2000年（平成12年）1月 - 「大同スペシャルメタル株式会社」に商号を変更[4]。
- 2015年（平成27年）9月30日 - 解散。

## 事業所
- 本社（東京都港区）
- 大阪支店（大阪府大阪市中央区）[2]
- 名古屋支店（愛知県名古屋市東区）[2]
- 福岡営業所（福岡県福岡市中央区）[2]
- 名古屋サービスセンター（愛知県名古屋市港区）[2]